# متحف الموت
متحف الموت هو متحف له مواقع في شارع هوليود في هوليوود ولوس أنجلوس ونيو أورلينز. تأسَّسَ هذا المُتحَف في حزيران/يونيو 1995 من قبل جيه دي هايلي (بالإنجليزية: JD Healy)‏ وكاثرين شولتز (بالإنجليزية: Catherine Shultz)‏ بهدفٍ معلنٍ للمتحف وهو «إسعاد الناس لكونهم على قيد الحياة».
تم إنشاء المتحف في الأصل في عام 1995 في سان دييغو، في مبنى ادعى أصحابه أنه أول مشرحة في المدينة. لقد بدأت كهواية للمؤسسين جيه دي هيلي وكاثرين شولتز. كانا يكتبانِ إلى القتلة المتسلسلين الذين يهتمّون به، ثم يتباهانِ بالعمل الفني الذي ابتكره زملائهم بالمراسلة مرة واحدة في السنة في عرض متخصص. في عام 1995، وبعد بضع سنوات من المعارض، حُوّلت المجموعة والعديد من المواد الأخرى إلى متحف.
في أواخر عام 1999، حاول الزوجان الحصول على كمية كبيرة من المواد من انتحار عبادة بوابة السماء. على الرغم من أنهم كانوا قادرين على شراء العديد من العناصر قبل المزاد الرئيسي، إلا أنَّ اهتمامهم بشراء ما يكفي من البضائع لإعادة إنشاء المشهد بأكمله، أدى إلى اهتمام الصحافة الهائل والدعاية. طُردَا بعد ذلك من قِبل المالك، وانتقلا إلى هوليوود بوليفارد في لوس أنجلوس. قبل تحول مبنى لوس أنجلوس الجديد إلى متحف، كان المبنى موطنًا لشركة وييستبيش روكوردز (بالإنجليزية: Westbeach Recorders)‏، وقبل ذلك، كان موطنًا لشركة بروديوسرز ستوديو (بالإنجليزية: Producers Studio)‏، حيث سجل بينك فلويد وآخرون. تشتملُ الجدران على «عوامل مميتة» للمساعدة في التسجيلات، والتي تعمل الآن على توفير بيئة صوتية هادئة للمعارض المختلفة.

## فرع نيو أورلينز
اعتبارًا من عام 2014، افتتح الزوجان فرعًا جديدًا للمتحف في نيو أورلينز سُمّي متحف مورت أورلينز، بلغَت مساحة فرع المتحف الجديد حوالي 12000 متر مربع، مما سمحَ بعرض المزيد من المجموعة. تعني المساحة المحدودة في متحف كاليفورنيا أنه لا يمكن عرض سوى ثُلث العناصر المتاحة في وقت واحد.

## المجموعة

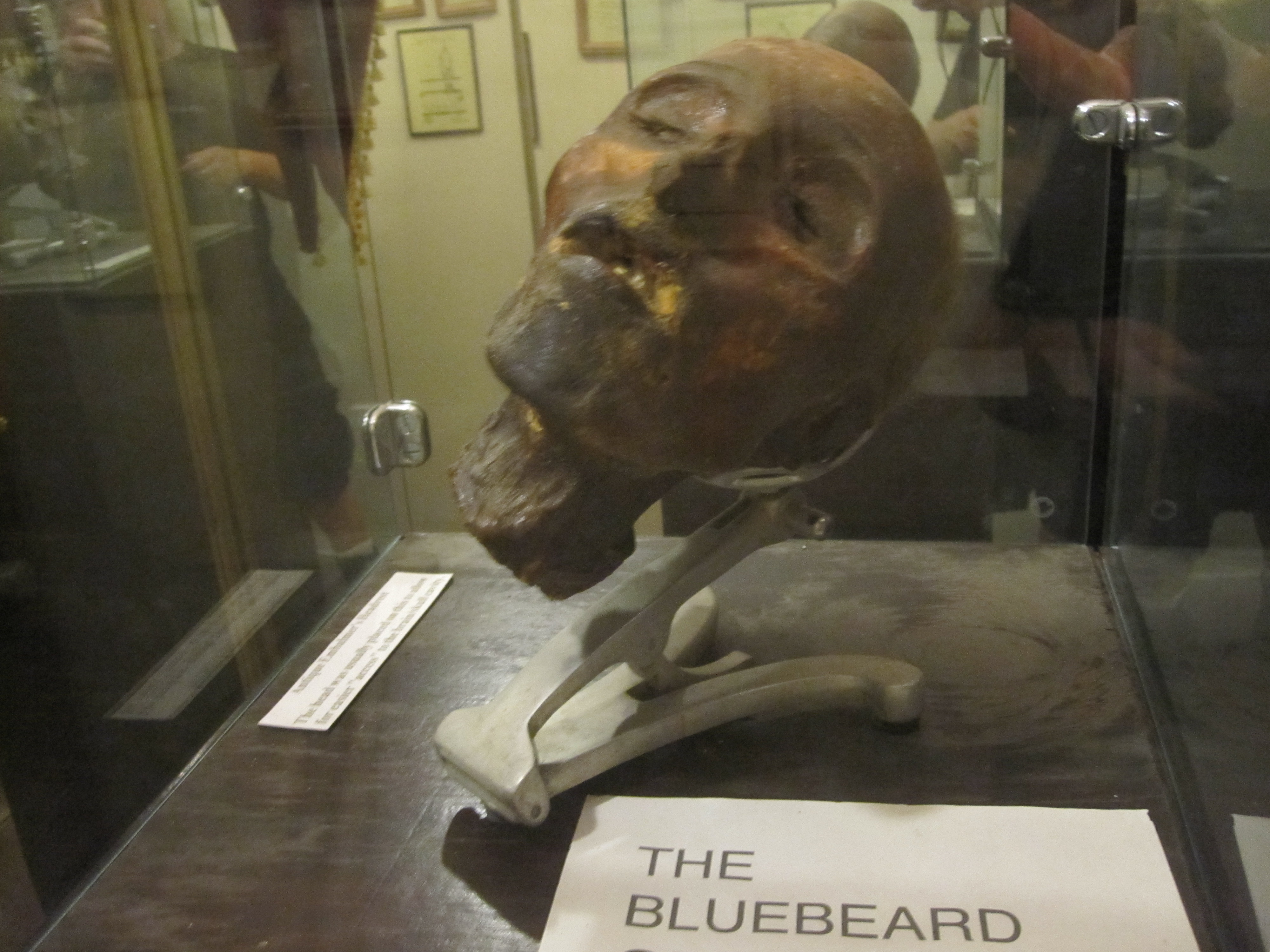
مجسَّد لرأس مقطوع على أنه رأس هنري لاندرو.

يعرضُ المتحف مجموعة متنوعة من الأعمال الفنية والتحف التي تحيط بموضوع الموت. توجد توابيت الأطفال في قسم واحد، ورسائل وأعمال فنية من قتلة متسلسلين مختلفين في قسم آخر. هناك أفلام تتعلق بتشريح الجثث بالإضافة إلى صور فاضحة لضحايا الجريمة. هناك أيضًا غرفة مليئة بالتحنيط لأنواع مختلفة من الحيوانات. تتضمَّن مجموعة المتحف أعمال عن الانتحار الجماعي وأمور أخرى من هذا القبيل، ومع ذلك، فإن العنصر الأكثر شهرة في المتحف هو القطعة التي تُجسّد رأس هنري لاندرو. بالعودة لعام 2014، فقد استحوذَ المتحف أيضًا على ثاناترون، إحدى الآلات الانتحارية الأصلية التي بناها جاك كيفوركيان. يَعقد المتحف مرة واحدة في السنة مسابقة شبيهة بمظهر الداليا السوداء، حيث يتعين على المتسابقين ارتداء ملابس داليا قبل وبعد الوفاة. فشلت محاولة المتحَف عام 2001 لشراء كرسي كهربائي حقيقي.

## روابط خارجية
- الموقع الرسمي